# Erich W. Streissler
Erich Wolfgang Streissler (* 8. April 1933 in Wien) ist ein österreichischer Nationalökonom.

## Leben
Streissler stammt aus bürgerlichem katholischen Milieu, sein Vater Dr. Albert Streissler war Sektionsrat im Finanzministerium und Vorstandsdirektor des österreichischen Hypotheken- und Kreditinstituts. Der im Gefolge der Wirtschaftskrise früh pensionierte und auch 1944 früh verstorbene Vater widmete sich in besonderem Maße der Erziehung seines Sohnes.
Erich Streissler studierte Rechtswissenschaften an der Universität Wien und promovierte 1955 zum Dr. iur. Er betrieb aber auch Studien der Mathematik, Statistik, Psychologie und Geschichte und erwarb auf Anraten seiner Mutter 1956 den Titel eines akademisch geprüften Statistikers. Nach kurzer Assistententätigkeit bei Theodor Pütz habilitierte sich Streissler 1959 an der Universität Wien und wurde bereits 1961 zum Professor für Statistik und Ökonometrie an der Universität Freiburg berufen. Streissler war in Freiburg zweimal als Dekan tätig und pflegte intensive Kontakte mit Friedrich August von Hayek. Von 1968 bis zu seiner Emeritierung war Streissler als Professor für Volkswirtschaftslehre, Ökonometrie und Wirtschaftsgeschichte an der Universität Wien tätig.
Streissler, der sich als „Paläoliberaler“ versteht, hat über den engen akademischen Rahmen hinaus immer wieder durch teilweise überspitzt formulierte Aussagen in der breiteren Öffentlichkeit Aufsehen erregt. Zu seinen kühnen und auch kontroversen Äußerungen zählt, dass er bereits kurz nach der deutschen Wiedervereinigung die jahrzehntelange Subventionsbelastung durch die Integration der Neuen Bundesländer vorausgesagt und auch die zu erwartende Schwäche des Dollars gegenüber dem Euro früh prognostiziert hat. Kontrovers diskutiert wurde sein Konzept eines Pensionsalters von 80 Jahren. Bezüglich der Weltfinanzkrise hat Streissler den „nächsten großen Aufschwung“ erst für 2045 prognostiziert.
Von 2002 bis 2004 war er Präsident der European Society for the History of Economic Thought (ESHET).

## Auszeichnungen
- Streissler war und ist Mitglied zahlreicher wissenschaftlicher Akademien (Österreichische Akademie der Wissenschaften,[5] Bayerische Akademie der Wissenschaften[6])
- 2000: Preis der Stadt Wien für Geisteswissenschaften

## Zitate
„Heute sind die internationalen Finanzmärkte wohl die erste Weltmacht, mächtiger als selbst die USA“

## Werke (Auswahl)
- gem. mit Monika Streissler (Hrsg.): Konsum und Nachfrage, Kiepenheuer und Witsch, Köln 1966
- gem. mit Christian Watrin (Hrsg.): Zur Theorie marktwirtschaftlicher Ordnungen, Mohr/Siebeck Tübingen 1980
- Die Umsetzung wirtschaftspolitischer Grundkonzeptionen der kontinentaleuropäischen Praxis des 19. und 20. Jahrhunderts (Hrsg.), Duncker&Humblot, Berlin 1997